# ودي لي
ودي لي (بالإنجليزية: Woody Lee)‏ هو كاتب أغاني ومغني أمريكي، ولد في 1 أبريل 1968.